# Sleddale Beck
Der Sleddale Beck ist ein Wasserlauf im Lake District, Cumbria, England.
Der Sleddale Beck entsteht aus zwei Quellzuflüssen, die beide jeweils wieder aus zwei kleinen Zuflüssen gespeist werden. Von diesen Zuflüssen ist nur einer als Brownhow Gutter benannt. Alle Zuflüsse entspringen nördlich des High House Fell westlich der Saddle Crags. Der Sleddale Beck fließt in nordöstlicher Richtung bis zu seiner Mündung in das Wet Sleddale Reservoir.